# Sanctus

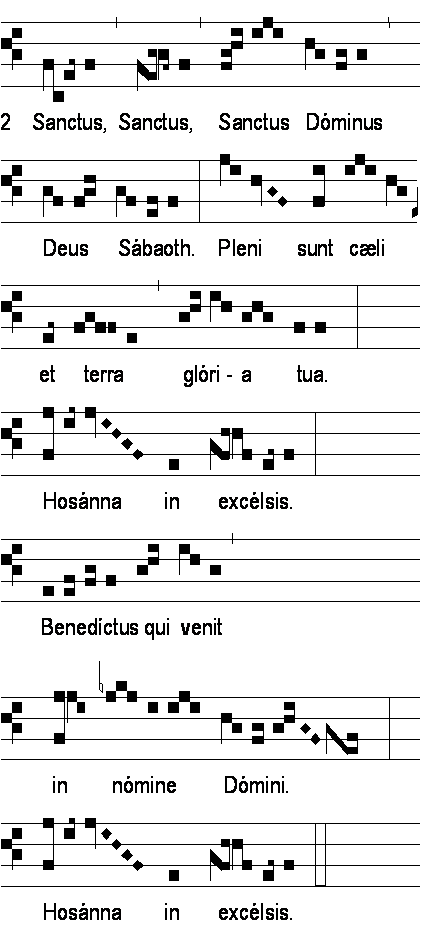
Sanctus z Graduale Romanum

Sanctus (łac. święty) – aklamacja w części drugiej liturgii łacińskiej mszy wiernych, wykonywana po prefacji.
łac. Sanctus, Sanctus, Sanctus Dominus, Deus Sabaoth. Pleni sunt caeli et terra gloria tua. Hosanna in excelsis.
pl. Święty, Święty, Święty Pan, Bóg Zastępów. Pełne są niebiosa i ziemia chwały Twojej. Hosanna na wysokości.
Tekst nawiązuje do Iz 6,3.
Obecnie w rzymskokatolickiej posoborowej liturgii Mszy św. Sanctus łączy się z Benedictus:
łac. Benedictus, qui venit in nomine Domini.
pl. Błogosławiony, który idzie w imię Pańskie.
po czym powtarza się: Hosanna na wysokości.
Całość śpiewa się po prefacji jako tzw. Święty.
Trzykrotne powtórzenie swój początek ma w księdze Izajasza, gdyż w kulturze semickiej nie ma stopniowania, ale też jest to nawiązanie do Trójcy Świętej.
Por. Trisagion.

## Sanctus w liturgii luterańskiej
Treść tego artykułu od 2023-02 należy opracować w taki sposób, aby nie uwypuklała nadmiernie polskiej specyfiki / aby nie zawężała się tylko do polskich warunków
 Po wyeliminowaniu niedoskonałości należy usunąć szablon [[Szablon:Dopracować|]] z tego artykułu.
W polskim Kościele Ewangelicko-Augsburskim część ordinarium "sanctus" śpiewa się na koniec Prefacji.